# Pif Gadget
Vaillant y posteriormente Vaillant-Le Journal de Pif y Pif Gadget fue una publicación semanal (originalmente quincenal) francesa de historietas, de carácter infantil y juvenil, creada en 1945 y de gran éxito en Francia durante los años 70.
Se caracterizaba por la publicación de historietas completas, contrariamente a la mayor parte de publicaciones de cómic, que ofrecen historias truncadas con el clásico "continuará" como forma de enganchar a los lectores.
Trabajaron para esta revista conocidos historietistas franceses y europeos como José Cabrero Arnal, Hugo Pratt, Marcel Gotlib, Raymond Poïvet, Roger Lécureux, André Chéret, Nikita Mandryka, Carlos Giménez y otros.

## Trayectoria editorial

### Vaillant (1945-1965)
Vaillant fue fundada por el Partido Comunista Francés.
| Años      | Números | Título                       | Guionista      | Dibujante                    |
| --------- | ------- | ---------------------------- | -------------- | ---------------------------- |
| 1945-1973 | 45-     | Les Pionniers de l'Espérance | Roger Lécureux | Raymond Poïvet               |
| 1947-1965 |         | Yves le loup                 | Jean Ollivier  | René Bastard, Eduardo Coelho |
| 1949      |         | Sam Billie Bill              |                | Lucien Nortier               |
| 1953      |         | Arthur le fantôme justicier  | Jean Cézard    | Jean Cézard                  |
| 1953-     |         | Fils de Chine                | Roger Lécureux | Paul Gillon                  |

### Vaillant-Le Journal de Pif (1965-1969)
En 1965 cambió su título por el del perro Pif, personaje creado por el dibujante francés de origen español José Cabrero Arnal.

### Pif Gadget (1969-1992)
Cinco años después volvió a cambiar su título para mencionar los gadgets o pequeños juguetes ingeniosos que se regalaban con cada número.
Tuvo gran éxito durante los años 70: los números 60 (1970) y 137 (1971) batieron todos los récords europeos de publicación de cómic, con un millón de ejemplares vendidos cada uno.
| Años      | Números | Título                        | Guionista       | Dibujante       |
| --------- | ------- | ----------------------------- | --------------- | --------------- |
| 1969-1989 | 1-      | Rahan                         | Roger Lécureux  | André Chéret    |
| 1970-1973 | 58-217  | Corto Maltese                 | Hugo Pratt      | Hugo Pratt      |
| 1975      |         | Oujourou                      | Artur Aldomà    | Artur Aldomà    |
| 1975      |         | L’Agence Eureka               |                 | José de Huéscar |
| 1975      |         | Mannix                        |                 | José de Huéscar |
| 1979-1982 | 518-672 | Les Robinsons de la Terre     | Roger Lécureux  | Alfonso Font    |
| 1980      | 587-    | Masquerouge                   | Patrick Cothias | André Juillard  |
| 1981      |         | Les Vélodétectives            |                 | José de Huéscar |
| 1982      |         | Les aventuriers du macromonde |                 | José de Huéscar |
| 1983-86   |         | Yvain                         |                 | José de Huéscar |

Desapareció en 1993.

### Pif Gadget (2004-2008)
Fue resucitada en 2004 con un nuevo número 1 que apareció en julio de ese año.

## Versiones en otros idiomas
En España se publicó en 1978 una versión traducida, de título Pif, por parte de Tuc, S. A., con un formato menor que el original. Duró sólo 37 números, incapaz de competir con la Bruguera. Tuvo adaptaciones también en Hungría, Rumanía y Alemania.